# فرودگاه پره‌گوئیچا
 فرودگاه پره‌گوئیچا (به انگلیسی: Preguiça Airport) یک فرودگاه همگانی با کد یاتا SNE است که یک باند فرود آسفالت دارد و طول باند آن ۱۴۰۰ متر است. این فرودگاه در کشور آفریقای جنوبی قرار دارد و در ارتفاع ۲۰۴ متری از سطح دریا واقع شده است.

## شرکت‌های هواپیمایی و مقصدهای پروازی
| شرکت‌های هواپیمایی | مقصدهای پروازی         |
| ----------------- | ---------------------- |
| کابو ورده اکسپرس  | امیلکر کبرل، سائو پدرو |
| تی‌ای‌سی‌وی          | امیلکر کبرل            |